# Australische Alpen
De Australische Alpen (Engels: Australian Alps) bestaan uit een reeks bergketens in het achterland van Zuidoost-Australië. In de Australische Alpen bevinden zich de hoogste bergtoppen van Australië.
De Australische Alpen hebben een belangrijke functie voor recreatie en de watervoorziening van Australië. In de regio bevinden zich meerdere nationale parken. In de Australische Alpen liggen de enige ski-pistes van het land.
De Australische Alpen vormen een van de belangrijkste leefgebieden van het Australische verwilderde paard, de Brumby.
Bekende delen van de Australische Alpen zijn:
- Mount Kosciuszko, de hoogste berg van Australië
- Mount Bogong
- Bogong High Plains
- Snowy Mountains
- Nationaal park Kosciuszko
- Nationaal park Alpine
- Perisher Blue in New South Wales
- Thredbo
- Charlotte Pass
- Mount Buller in Victoria
- Falls Creek
- Mount Hotham

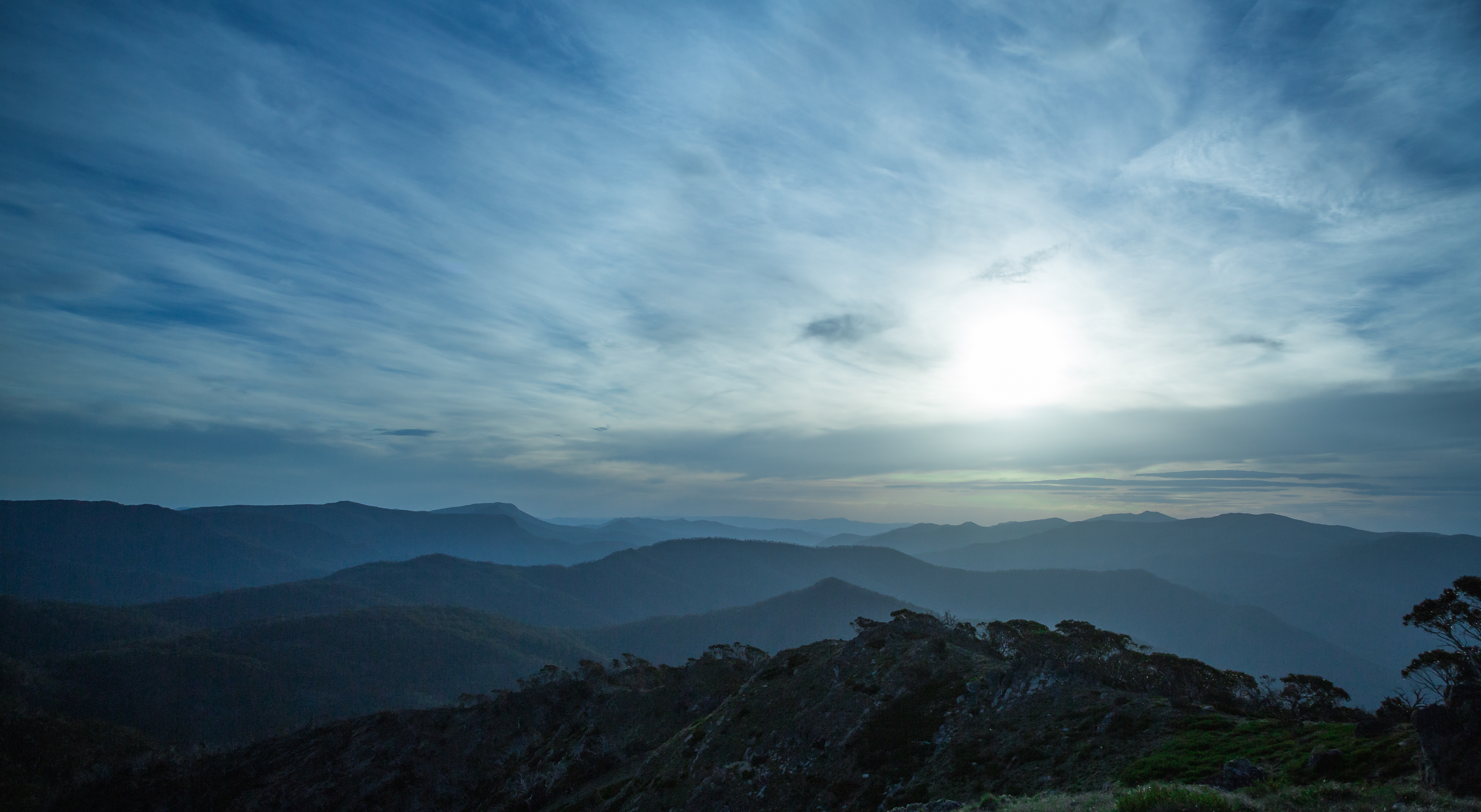
Gezicht over de Victoriaanse Alpen nabij Mount Speculation
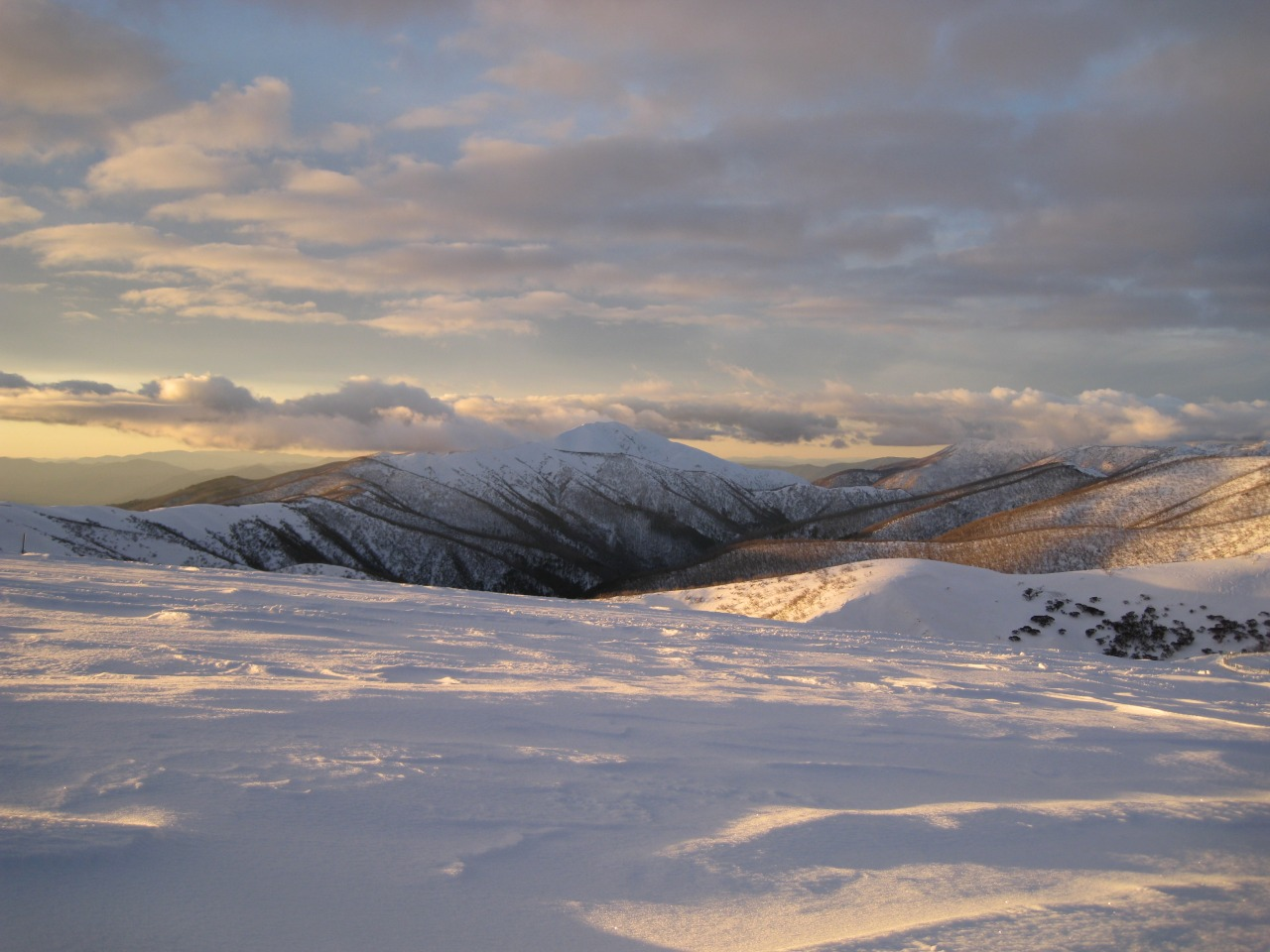
Gezicht vanaf de top van de Mount Hotham op het omringende landschap
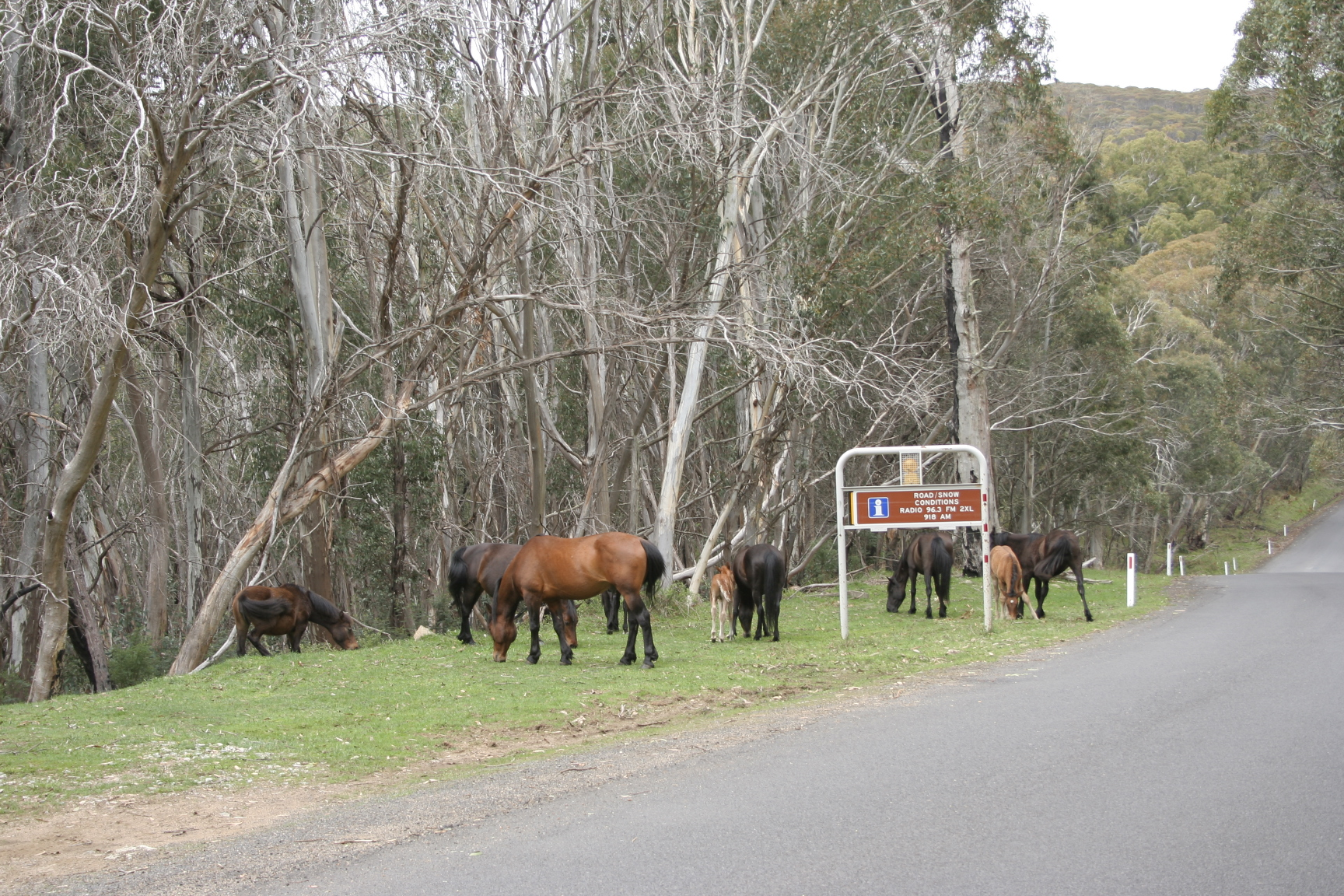
Brumby's (verwilderde paarden) aan de Alpine Way in de Snowy Mountains (Nationaal park Kosciuszko)
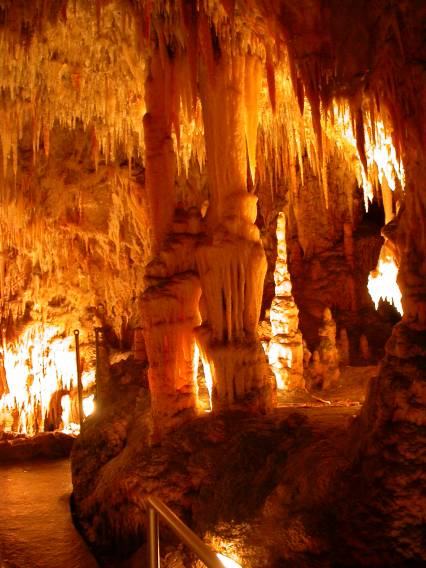
Yarrangobillygrotten in de Snowy Mountains